# PKP ED73 sorozat
A PKP ED73 egy lengyel 1500 V DC áramrendszerű , 2'2'+Bo'Bo'+Bo'Bo'+2'2' tengelyelrendezésű, négyrészes, távolsági villamosmotorvonat-sorozat. A PKP üzemelteti. Összesen 235 db készült belőle 1997-ben a Pafawag-nál .

## Története
A Pafawag gyárban 1997-ben mindössze egy darabot építettek, méghozzá prototípusként. 2005-ig az ED73-001-est a Wielkopolski Zakład Przewozów Regionalnych (Nagy-Lengyelországi Regionális Közlekedés) üzemeltette. Mivel műszakilag nem volt megfelelő, az egységet egy mellékvágányra helyezték át. 2006 közepén az ED73-001-et a wrocławi Dolnośląski Zakład Przewozów Regionalnych (Alsó-sziléziai Regionális Közlekedés) telephelyére küldték, ahol általános javításon esett át.
Az ED73-001-et átfestették eredeti bordó-sárga színére, és 2008 januárjában már aktívan közlekedett az alsó-sziléziai útvonalakon. 2010 februárjától ez a motorvonat a Łódź-Varsó útvonalon közlekedett. 2012 óta a kruszewieci Przewozy Regionalne bázison tárolták, majd 2019 augusztusában selejtezték, annak ellenére, hogy a Polskie Towarzystwo Miłośników Kolei és a "Stacja Chrzanów" vasútbarátok erőfeszítéseket tettek a megőrzése érdekében.